# Звукоинженер

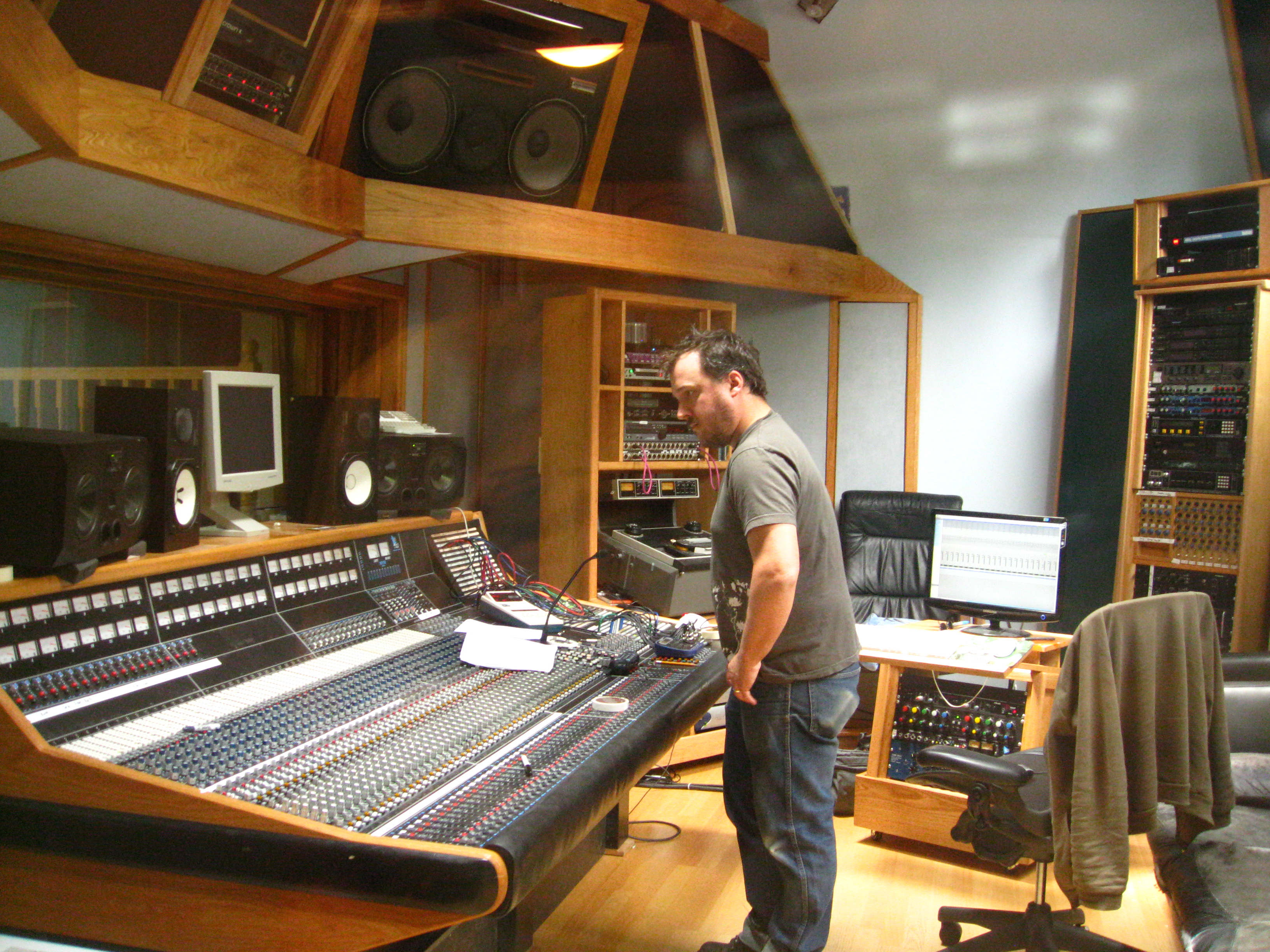
Звукоинженер студии Supernatural

Звукоинженер — технический специалист, отвечающий за проектирование, подбор, установку и настройку звукового оборудования. В отличие от звукорежиссёра, звукоинженер практически не участвует в процессе записи звука. От звукоинженера требуются знания акустики и аудиотехники. Профессия звукоинженера востребована во многих медиасферах, таких, как радио, телевидение, киноиндустрия, производство музыки и концертная деятельность.
От решений звукоинженера зачастую зависит конечное звучание и восприятие слушателем того или иного произведения.

## Звукоинженер в концертной деятельности
Звукоинженер является неотъемлемой частью рабочего коллектива на концертных площадках. Чаще всего именно звукоинженер определяет выбор и расстановку оптимального звукового оборудования для наилучшего звучания. На концертах звукоинженер проводит ещё один важный этап подготовки к выступлению — саундчек, настраивая звучание исполнителей под условия акустики помещения и контролируя этот процесс на протяжении всего выступления.

## Звукоинженер в проектировании аудиооборудования
Сложно представить студию звукозаписи без качественного аудиооборудования — множество такой техники (например, студийные мониторы) проектируется компаниями совместно с ведущими звукоинженерами, чтобы добиться качественного звучания. Такое оборудование является профессиональным, высоко ценится и используется по всему миру.